# Museum Jorge Rando
Das Museum Jorge Rando in Málaga (Spanien) wurde im Juni 2014 eröffnet. Im Mittelpunkt steht die Ausstellung und Verbreitung des Werkes Jorge Randos sowie die Förderung der expressionistischen und der aktuellen neoexpressionistischen Strömung.

## Jorge Rando
Rando zählt zu den bedeutenden Künstlern Spaniens. Nach seinem Studium in Spanien ging er mit 20 Jahren nach Deutschland, wo seine Entwicklung stark von der mitteleuropäischen und deutschen Kultur geprägt wurde. Im Rahmen seines Philosophiestudiums prägten ihn dort deutsche Philosophen.
Jorge Rando lebt und arbeitet in Málaga und Hamburg.

## Gebäude
Das Museumsgebäude befindet sich in Málaga im Stadtteil „El Molinillo“ und schließt sich an das Kloster Las Madres Mercedarias an. Das Kloster selbst wurde nach einem Entwurf des Architekten D. Manuel Rivera Valentín (1878) errichtet und 1893 eingeweiht. Die Stadt Málaga begann 2011 mit der Umwandlung eines Teiles des Klosters in das Museum unter Leitung des Architekten José Antonio González Vargas. Die Sanierung, Renovierung und Fertigstellung des Museums erforderten eine städtische Beteiligung von 965.500 Euro und eine private Investition von knapp 400.000 Euro. Die Dächer des Klosters wurden von der Stadt Málaga mit einer Summe von mehr als 300.000 Euro renoviert. Insgesamt wurde für dieses neue Museum seitens Stadt und Stiftung ein Gesamtbetrag von rund 1.358.750 Euro investiert. Bei der Eröffnung im Jahr 2014 umfasste das Gebäude eine Gesamtfläche von 938,64 m², verfügte über drei Etagen, eine Souterrain-Fläche und einen Innenhof.
Das Museum vereint in seiner Konstruktion die historische Seite des Hinterhofes mit der modernen Installation aus Waschbeton und oxidiertem Stahl. Die Härte der expressionistischen Kunst trifft hier auf die Sakralität und Ursprünglichkeit des Ortes. Die Räume werden allesamt von natürlichem Licht beleuchtet.

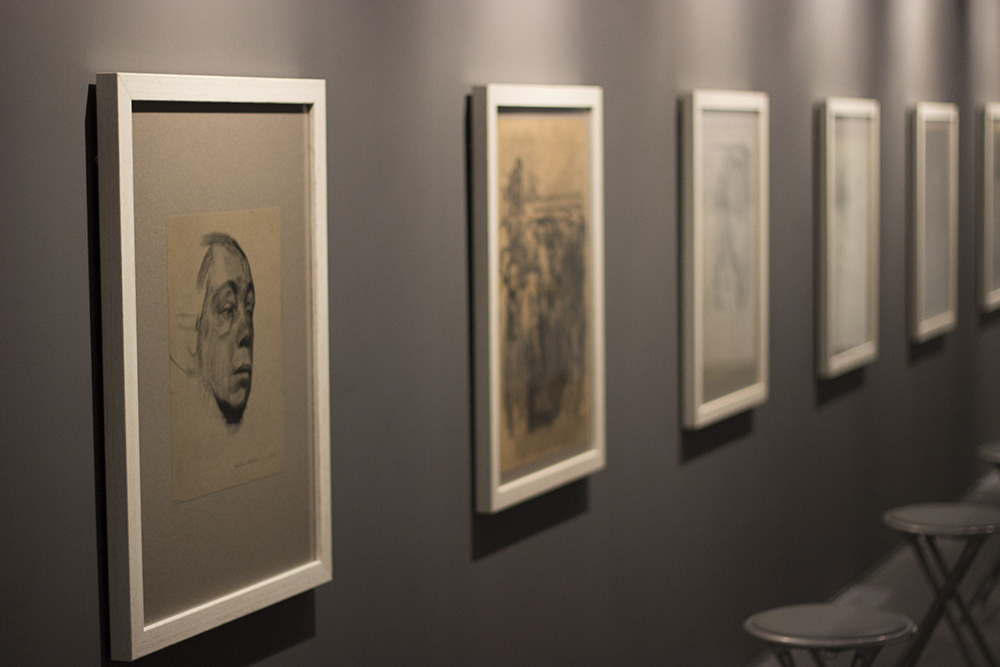
Wechselausstellung über das Werk von Käthe Kollwitz.

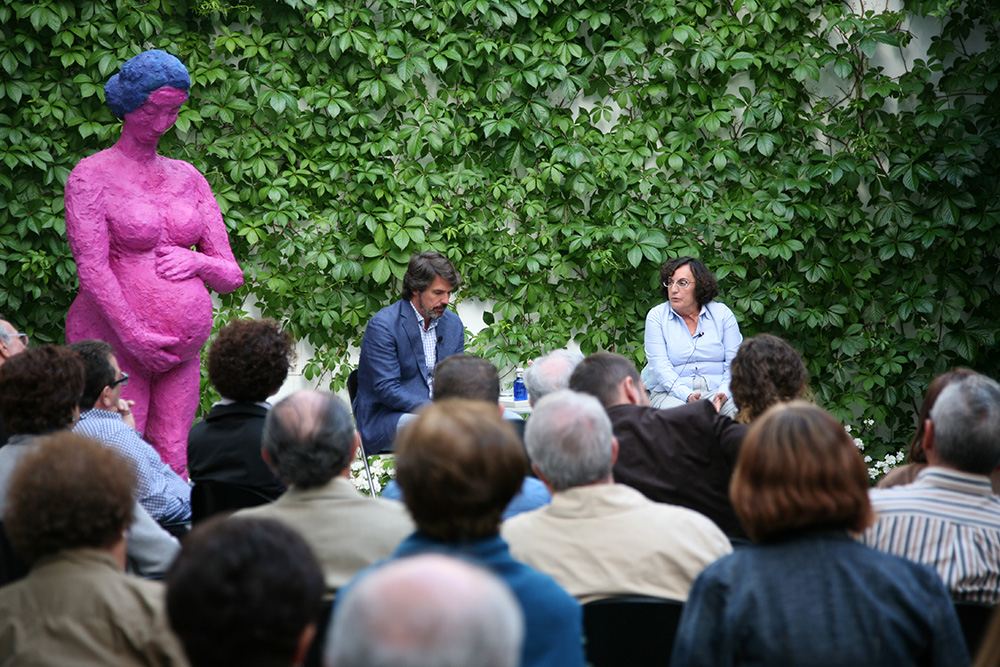
Was ist los, die Diskussionsreihe widmet sich aktuellen Fragen.

Im Jahr 2020 wurde das Museum umgebaut und erweitert. Ende Oktober 2020 fand die Wiedereröffnung mit einer Fläche von zusätzlichen 400 Quadratmetern und insgesamt neun Ausstellungsflächen statt. Zur Eröffnung, bei der auch der Bürgermeister von Málaga, Francisco de la Torre, anwesend war, wurde die Präsentation „Presente y vuelta al pasado“ (Gegenwart und Rückkehr in die Vergangenheit) gezeigt.

## Museum
Das Museum bietet neben seinen Präsentationen dem Wunsch Randos gemäß als das künstlerische Wohnzimmer Málagas ein umfangreiches Kulturprogramm mit Filmvorführungen, Vorträgen, Kolloquien und Workshops. Es widmet sich dem kulturellen Dialog und der kulturellen Zusammenführung. Zudem soll das Museum ein der expressionistischen Strömung gewidmetes Forschungszentrum beherbergen. Es verfügt über eine Bibliothek mit umfangreicher Literatur zu expressionistischer Kunst sowie einer Vielzahl von philosophisch bedeutsamen Werken. Weitere Räumlichkeiten sind der Innenhof, in dem ein aus Gründungszeit des Klosters stammender Mandarinenbaum steht oder die Werkstatt als Ort, an dem viele Gemälde, auch von Besuchern, entstehen.

### Ausstellungen
Bis zum Umbau 2020 präsentierten zwei der vier Räume das Werk Jorge Randos in einer Dauerausstellung, die periodisch erneuert wurde. Die anderen beiden Räume zeigten temporäre Ausstellungen expressionistischer und neoexpressionistischer Künstler aus Spanien und anderen Länder.
Bedeutende Ausstellungen waren unter anderem Randos Werkreihen Prostitution, Mutterschaft, der Passionszyklus und Afrika. Jorge Rando hat sich zudem mit dem Werk von Käthe Kollwitz und ihrer Person auseinandergesetzt und eine ganz eigene Interpretation erarbeitet, die in der Ausstellung Begegnung Käthe Kollwitz – Jorge Rando gezeigt wurde. Ende des Jahres 2015 wurde die erste große Ausstellung in Spanien von Ernst Barlach eröffnet.

### Besuch und Bildungsauftrag
Das Museum bietet Führungen an, die weder gebucht werden müssen noch eine Mindestanzahl von Personen voraussetzen. Dazu gibt es Diskussionen, die von Kunsthistorikern angeboten werden. Sie sollen einen Austausch von Impressionen sein, verbunden mit dem Besuch des Museums.
Die Museumsstiftung bietet Kindern und Jugendlichen zudem die Kunstschule „Escuela Randoniana“ an. Mit dieser konnten im Jahr 2019 insgesamt 15 Minderjährige im Alter von fünf bis zwölf Jahren ihre Werke in China im Zhejiang-Museum ausstellen, als Kooperation mit der Kunsthochschule Xiangtan, der Hangzhou- und der Zhejiang-Universität.

### La Sala de Estar del Arte
Das Museum ist als Wohnzimmer der Kunst („La Sala de Estar del Arte“) gedacht. Während des ganzen Jahres werden Reihen mit verschiedenen Darstellungen künstlerischer Disziplinen geboten, die einen Bezug zum Expressionismus haben.
„El color del sonido“ (Die Farbe des Klanges, 2015) war eine Reihe, die sich der Musik widmete. Die von dem UNESCO-Lehrstuhl für Kommunikation der Universität von Málaga veranstaltete Reihe „Lo que está pasando“ (Was ist los, 2015) widmete sich der Debatte thematischer Fragestellungen. „Luces y sombras“ (Licht und Schatten, 2016) beschäftigte sich mit der Filmbetrachtung und -diskussion, eingeleitet durch eine Einführung und beendet mit einer Diskussion. „El Gabinet“ (2016) behandelte Literatur, Theater und Erzählungen. In der Reihe „Arte“ (Kunst, 2016) wurden Kunstdiskussionen und Kunstbesprechungen betrachtet.

## Organisation
Die Direktion, Administration und alle Aktivitäten des Museums, wie etwa Ausstellungen, Diskussionsveranstaltungen über Kunst, Workshops, Seminare etc. werden von der Jorge Rando Stiftung organisiert.

## Impressionen des Museums

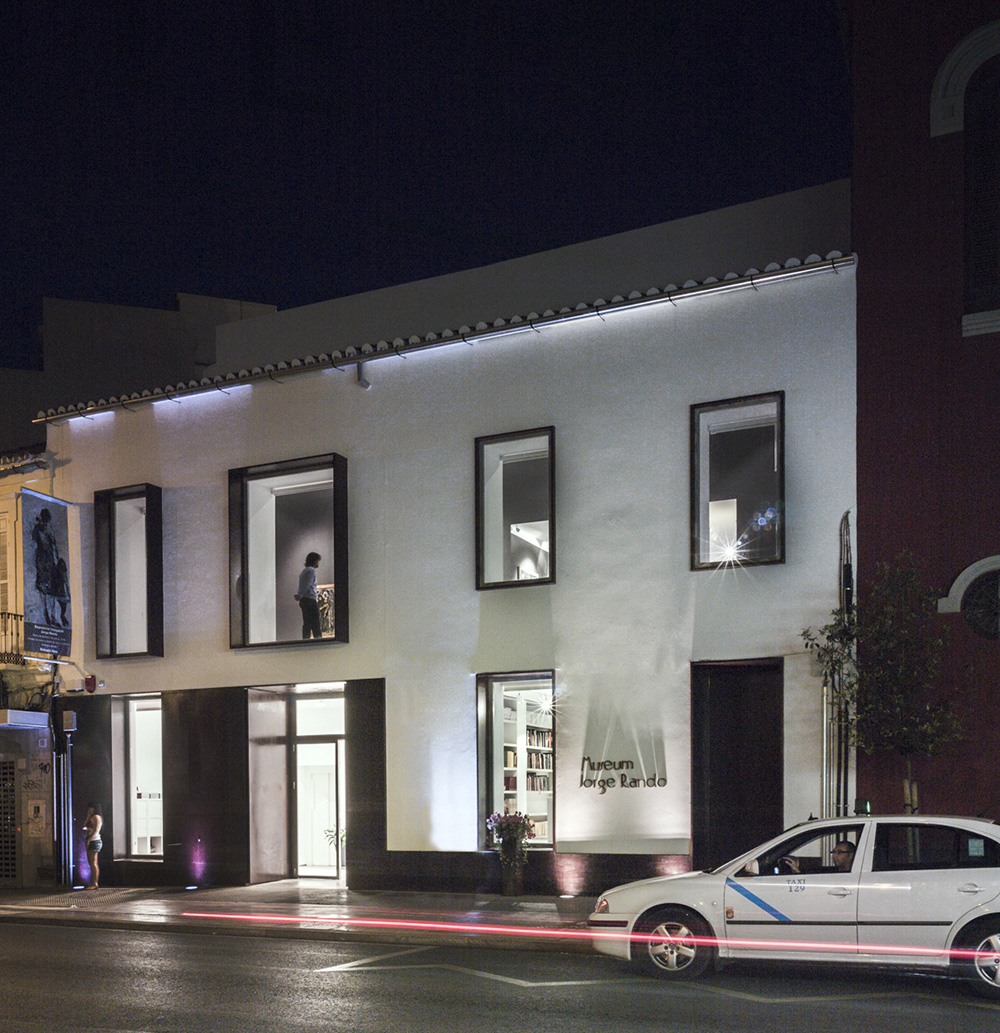
Museumsfassade nachts
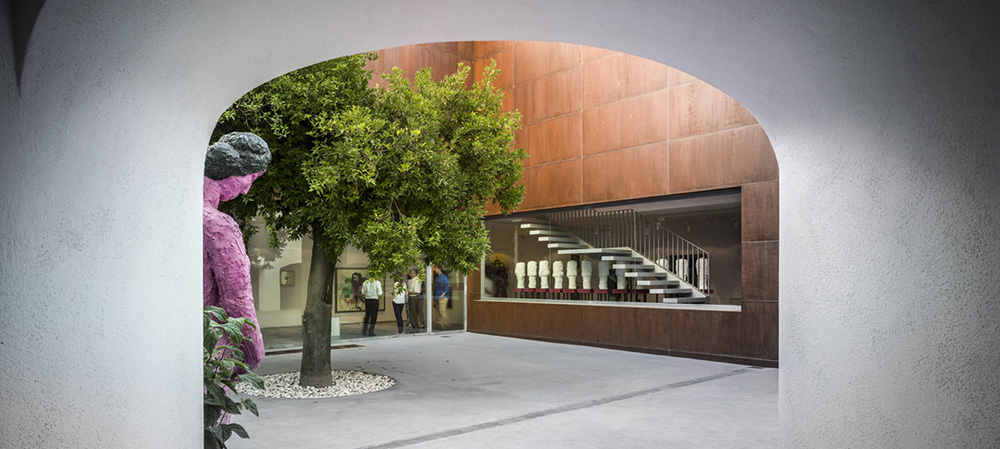
Innenhof des Museums mit Mandarinenbaum
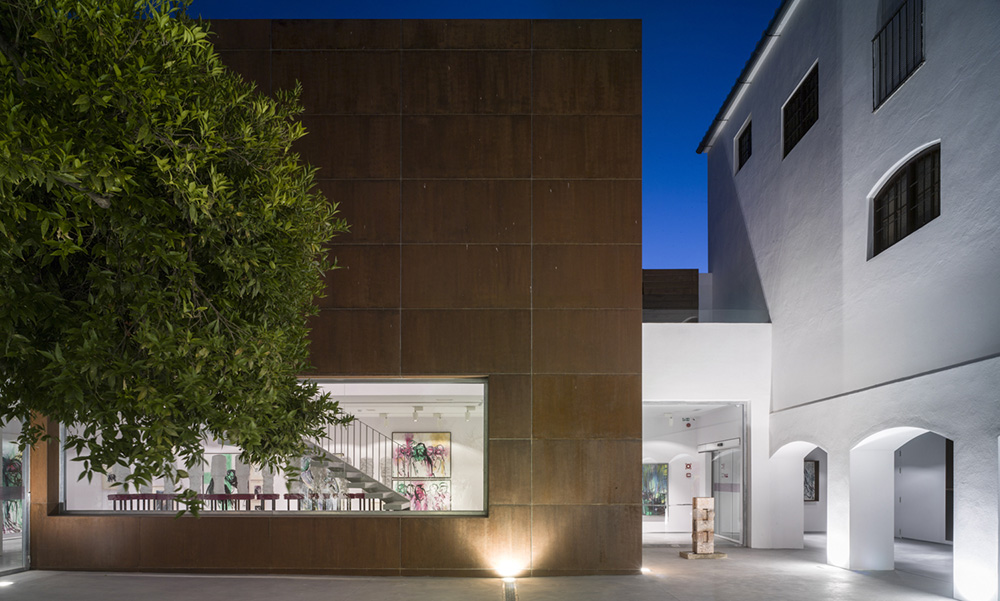
Innenhof bei Nacht
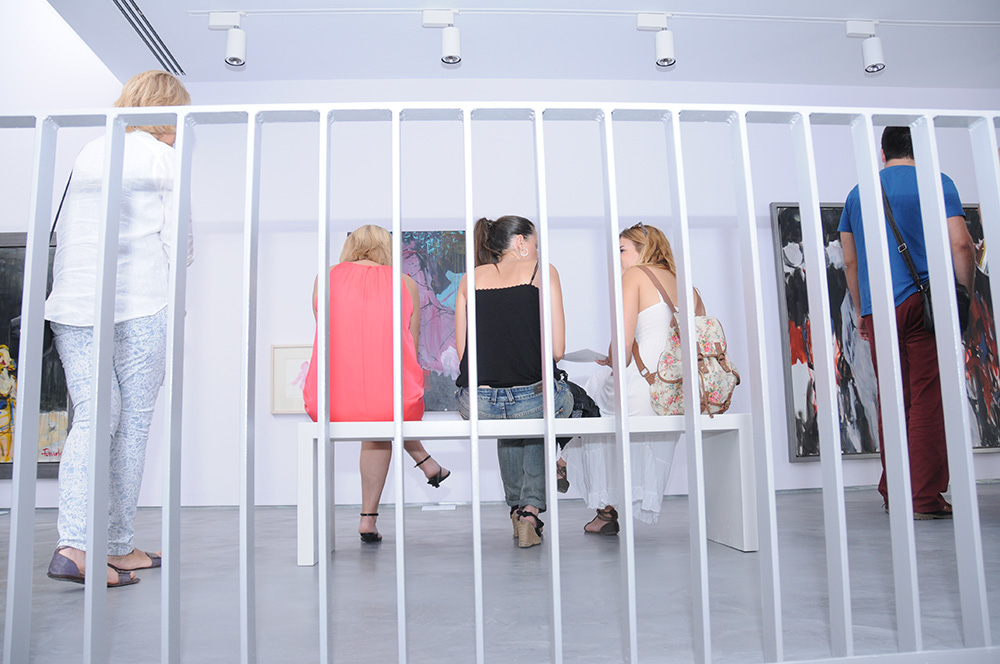
Saal 1, Ausstellungsraum
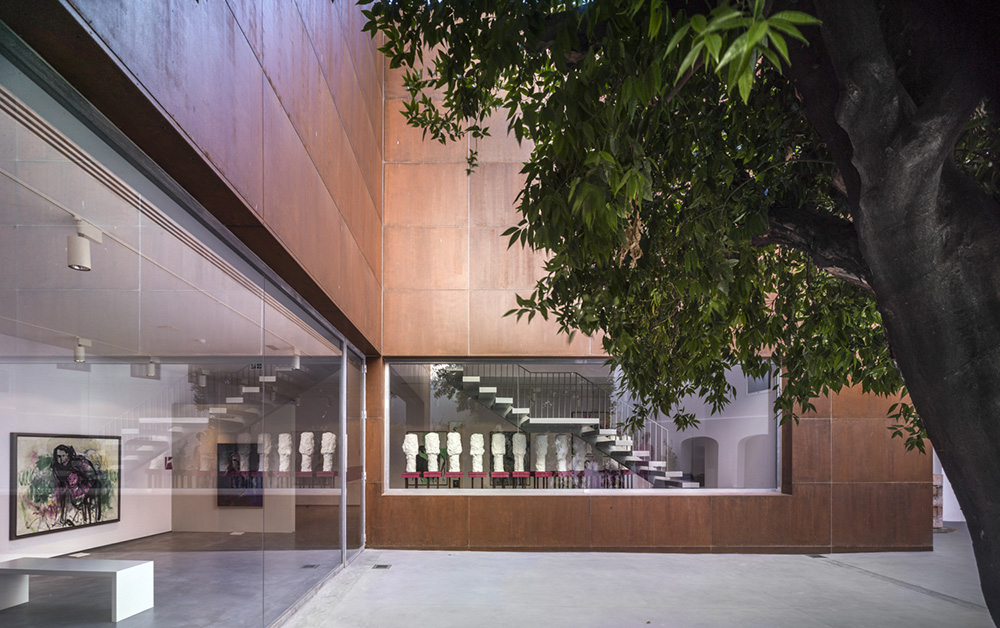
Saal 2, Ausstellungsraum
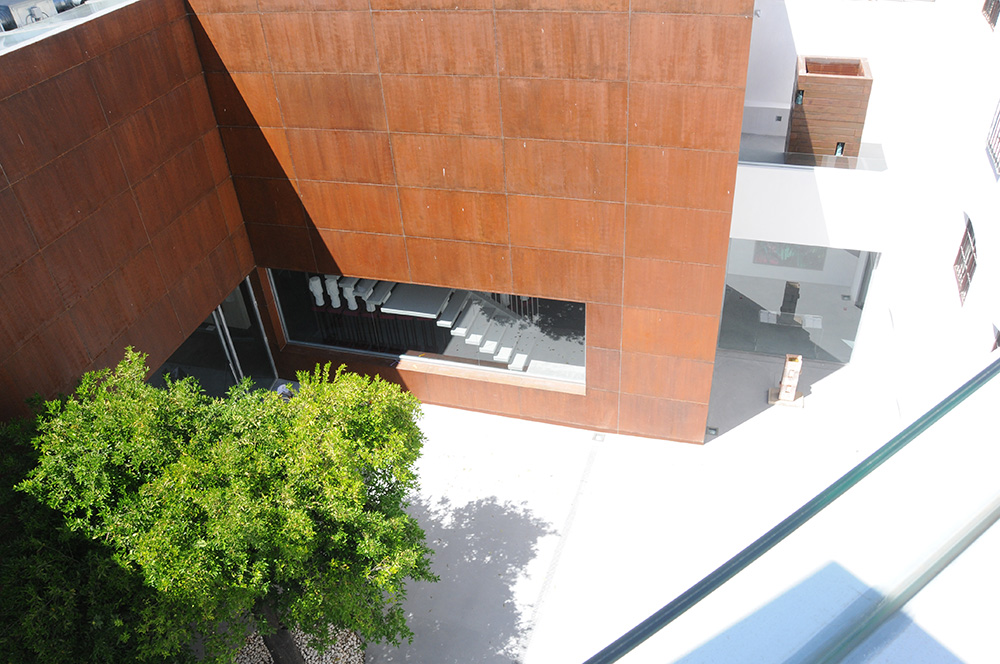
Luftansicht des Innenhofes
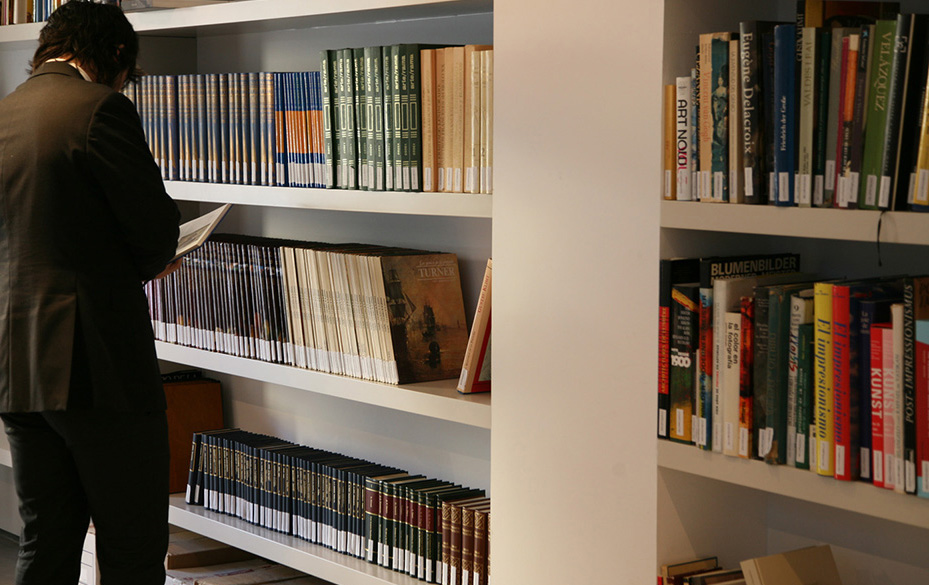
Museumsbibliothek
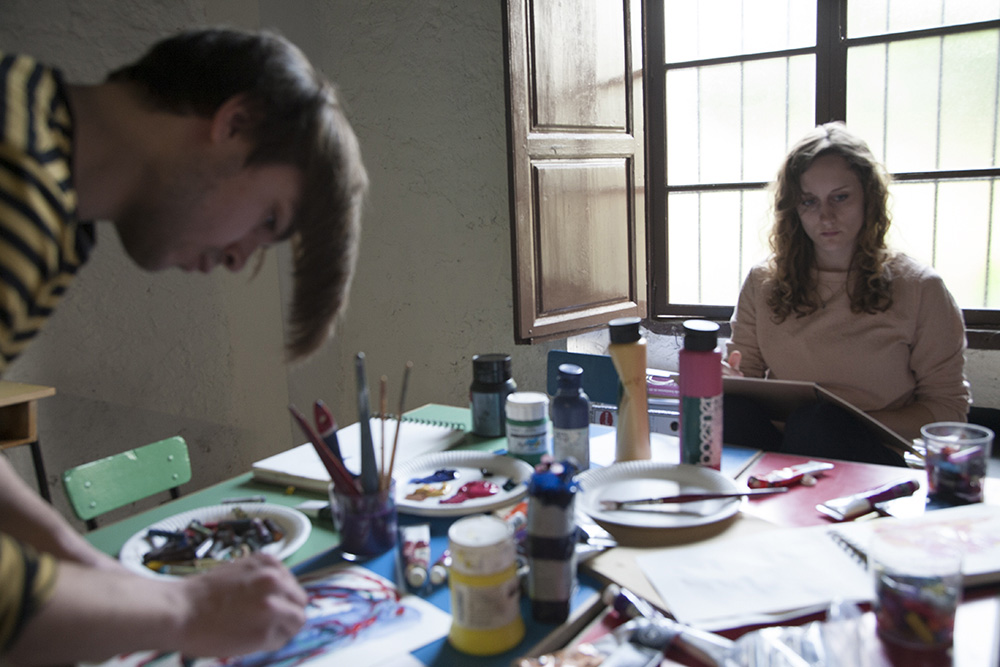
Werkstatt El Atelier